# Borys Fournier
Borys Fournier (ur. 17 grudnia 1891 w Petersburgu, zm. wiosną 1940 w Katyniu) – major piechoty Wojska Polskiego, kawaler Orderu Virtuti Militari, ofiara zbrodni katyńskiej.

## Życiorys
Urodził się w Petersburgu na terenie Imperium Rosyjskiego jako syn Włodzimierza i Heleny z domu Pietrowa. Jego ojciec był Francuzem, a matka Rosjanką. Absolwent Średniej Szkoły Technicznej w Moskwie w 1911. Podjął studia na Wydziale Mechanicznym Politechniki Warszawskiej i ukończył sześć semestrów.
Po wybuchu I wojny światowej rozpoczął kształcenie w szkole oficerskiej w Petersburgu, zaś po jej ukończeniu został przydzielony do Lejb-Gwardyjskiego Keksholmskiego Pułku Armii Imperium Rosyjskiego. Brał udział w walkach i został dwukrotnie ranny: nad Stochodem w 1915 oraz w 1916. W 1917 wstąpił do III Korpusu Polskiego w Rosji w ramach Wojska Polskiego na Wschodzie i został dowódcą batalionu.
U schyłku wojny w 1918 wstąpił do Wojska Polskiego i rozpoczął służbę w szeregach 27 pułku piechoty. Po odzyskaniu przez Polskę niepodległości brał udział w wojnie polsko-bolszewickiej 1920 na stanowisku dowódcy batalionu. W sposób szczególny odznaczył się podczas obrony wsi Suszczany (10 km na północny wschód od Olewska) przed nacierającą sowiecką 20 Dywizją po 1 lipca 1920 oraz w walkach nad Bugiem. Za te zasługi 28 lutego 1921 otrzymał Order Virtuti Militari. Został awansowany do stopnia kapitana piechoty. W 1923 był pełniącym obowiązki dowódcy III batalionu w 27 pp. Następnie został przydzielony do 2 pułku strzelców podhalańskich w Sanoku, w którym w 1924 był pełniącym obowiązki dowódcy I batalionu, a później dowódcą I batalionu. 3 maja 1926 został mianowany majorem ze starszeństwem z 1 lipca 1925 i 34. lokatą w korpusie oficerów piechoty. W październiku tego roku został przeniesiony do 86 pułku piechoty w Mołodecznie na stanowisko dowódcy II batalionu. W styczniu 1927 został przesunięty na stanowisko kwatermistrza, a w maju tego roku zwolniony z zajmowanego stanowiska i oddany do dyspozycji dowódcy pułku. 28 lutego 1928 został przeniesiony w stan spoczynku. W 1928 jako major w stanie spoczynku zamieszkiwał w Mołodecznie. W 1934 był zweryfikowany z lokatą 25.
Od 1 sierpnia 1928 do 15 stycznia 1929 był zatrudniony w firmie inż. A. Brodzic-Lipińskiego, w charakterze technika-konstruktora. 16 stycznia 1929 został zatrudniony w Towarzystwie Akcyjnym Warszawskie Drogi Żelazne Dojzdowe na stanowisku pomocnika naczelnika eksploatacji kolei Jabłonna-Karczew.
W 1917 ożenił się z Marią z Lisowskich (1896–1968), z którą miał czworo dzieći: Tadeusza Izydora (1918–1936), Wiesława Stanisława, ps. „Renard” (1922-1975)), Włodzimierza Jana, ps. „Bob” (1926-1945) i Marię Eugenię Wandę po mężu Buńda (1931–2024), działaczka Stowarzyszenie Rodzina Katyńska w Warszawie). Rodzina zamieszkiwała w Sanoku, a następnie w Warszawie (przy ulicy Chłodnej), gdzie Borys Fournier pracował na stanowisku inżynieryjnym, w tym w Centralnym Instytutem Wychowania Fizycznego (CIFW). W Warszawie mieszkali także jego teściowie.
Po wybuchu II wojny światowej 1939 Borys Fournier został zmobilizowany do macierzystego 2 psp w Sanoku i brał udział w kampanii wrześniowej. Po agresji ZSRR na Polskę z 17 września 1939, został aresztowany przez Sowietów. Był przetrzymywany w obozie w Kozielsku. W tym czasie nadsyłał korespondencję do bliskich w Warszawie. Wiosną 1940 został przetransportowany do Katynia i rozstrzelany przez funkcjonariuszy Obwodowego Zarządu NKWD w Smoleńsku oraz pracowników NKWD przybyłych z Moskwy na mocy decyzji Biura Politycznego KC WKP(b) z 5 marca 1940. Został pochowany na terenie obecnego Polskiego Cmentarza Wojennego w Katyniu, gdzie w 1943 jego ciało zidentyfikowano podczas ekshumacji prowadzonych przez Niemców pod numerem 953. Przy zwłokach Borysa Fournier zostały odnalezione m.in. legitymacja oficerska, legitymacja Orderu Virtuti Militari, karta szczepień.
W 1944 jego żona oraz synowie i córka brali udział w powstaniu warszawskim.

## Ordery i odznaczenia
- Krzyż Srebrny Orderu Wojskowego Virtuti Militari nr 534 – 28 lutego 1921[19]

## Upamiętnienie
5 października 2007 roku Minister Obrony Narodowej Aleksander Szczygło awansował go pośmiertnie do stopnia podpułkownika. Awans został ogłoszony 9 listopada 2007 roku w Warszawie, w trakcie uroczystości „Katyń Pamiętamy – Uczcijmy Pamięć Bohaterów”.
W ramach akcji „Katyń... pamiętamy” / „Katyń... Ocalić od zapomnienia” 21 maja 2009 Borys Fournier został uhonorowany poprzez zasadzenie Dębu Pamięci przy Gimnazjum nr. 1 im. Kardynała Stefana Wyszyńskiego Prymasa Tysiąclecia w Jaworzynie Śląskiej.